# Mark Sandrich
Mark Rex Goldstein (Nueva York, 26 de octubre de 1900 - Hollywood, 4 de marzo de 1945), conocido como Mark Sandrich, fue un cineasta estadounidense.

## Biografía
Ingeniero formado en la Universidad de Columbia, Sandrich entró en el mundo del cine en 1922, como empleado en el departamento de utilería y en 1926, comenzó a dirigir comedias en cortometrajes. Dos años después estrena su primer largometraje, Runaway Girls (1928), un melodrama acerca de una joven que se encuentra en peligro luego de mudarse a una gran ciudad. El siguiente año presenta The Talk of Hollywood (1929), su segundo largometraje y firma contrato con RKO aunque debe volver a los cortometrajes tras el advenimiento del cine sonoro. 
En 1933, su cortometraje So This Is Harris! obtiene un premio Óscar, lo que le facilitó dirigir trabajos mayores. Tras algunas producciones, se le encargó dirigir La alegre divorciada, el primer musical de Fred Astaire y Ginger Rogers. Acabó por dirigir las mejores películas de la pareja en la década de 1930, cinco en total. En 1935 se estrena Top Hat, que resultara un importante éxito de taquilla, recibiendo la nominación a mejor película de ese año, convirtiéndose en un clásico del género musical.
En 1940, Sandrich pasa de RKO a Paramount, donde le permiten mayor libertad creativa y la posibilidad de ser su propio productor. Entre otros musicales y también comedias con Jack Benny, Sandrich dirigió un nuevo gran éxito con Holiday Inn (1942). La película lo reunió con Astaire una vez más y ganó el Óscar con la canción White Christmas, cantada por Bing Crosby.
Falleció en 1945, de un ataque cardíaco, mientras preparaba Blue Skies, otro musical con Fred Astaire y Bing Crosby. La producción fue lanzada al año siguiente, con Stuart Heisler al mando. Sandrich estaba casado con Freda W. Sandrich, con quien tuvo dos hijos: Jay Sandrich y Mark Sandrich Jr., ambos directores de series de televisión. Fue hermano de la primera fotógrafa de Hollywood, Ruth Harriet Louise.

## Filmografía

### Cortometrajes
- 1926. Jerry the Giant (director)
- 1926 Napoleon, Jr. (director)
- 1926 Big Business (director)
- 1927 First Prize (director)
- 1927 Hot Soup (director)
- 1927 Hold That Bear (director)
- 1927 Careless Hubby (director)
- 1927 A Midsummer Night's Steam (director)
- 1927 Night Owls (director)
- 1927 The Movie Hound (director)
- 1927 Brave Cowards (director)
- 1927 Monty of the Mounted (director)
- 1927 Hold Fast (director)
- 1927 Shooting Wild (director)
- 1927 Some Scout (director)
- 1927 Hello Sailor (director)
- 1928 High Strung (director)
- 1928 Sword Points (director)
- 1928 A Lady Lion (director)
- 1928 A Cow's Husband (director)
- 1928 Runaway Girls (director)
- 1929 Two Gun Ginsberg (director)
- 1930 Gunboat Ginsberg (escritor, director)
- 1930 General Ginsberg (escritor, director)
- 1930 Hot Bridge (director)
- 1930 Barnum Was Wrong (escritor, director)
- 1930 Off to Peoria (escritor, director)
- 1930 Who's Got the Body? (escritor, director)
- 1930 A Peep on the Deep (director)
- 1930 Society Goes Spaghetti (escritor, director)
- 1930 Razored in Old Kentucky (director)
- 1930 Moonlight and Monkey Business (escritor, director)
- 1930 Aunt's in the Pants (escritor, director)
- 1930 Trader Ginsberg (escritor, director)
- 1931 Talking Turkey (escritor, director)
- 1931 The Wife o' Riley (escritor, director)
- 1931 The County Seat (escritor, director)
- 1931 Trouble from Abroad (escritor, director)
- 1931 The Way of All Fish (escritor, director)
- 1931 Cowslips (escritor, director)
- 1931 False Roomers (escritor, director)
- 1931 Strife of the Party (escritor, director)
- 1931 Scratch-As-Catch-Can (escritor, director)
- 1931 A Melon-Drama (escritor, director)
- 1931 Sightseeing in New York (escritor, director)
- 1931 Many a Sip (escritor, director)
- 1931 A Slip at the Switch (director)
- 1932 Ex-Rooster (escritor, director)
- 1932 The Millionaire Cat (director)
- 1932 The Iceman's Ball (escritor, director)
- 1932 Jitters the Butler (escritor, director)
- 1933 Thru Thin and Thicket, or Who's Zoo in Africa (director)
- 1933 Private Wives (escritor, director)
- 1933 Hokus Focus (escritor, director)
- 1933 The Druggist's Dilemma (escritor, director)
- 1933 The Gay Nighties (escritor, director)
- 1933 So This Is Harris! (escritor, director)